# موسيي
موسيي، (بالإنجليزية: Musei)‏، هي بلدية، في مقاطعة جنوب سردينيا في إقليم سردينيا الإيطالي، وتقع على بعد حوالي 40 كم (25 ميل) غرب كالياري، وحوالي 20 كم (12 ميل) شمال شرق كاربونيا. اعتبارا من 31 ديسمبر 2004، كان عدد سكانها 493 نسمة ومساحة 20.3 كيلومتر مربع (7.8 ميل مربع).

## السكان
في سنة 1861 بلغ عدد السكان 637 نسمة، وتطور العدد ليصل في سنة 2011 لـ 1٬522 نسمة.
يظهر هذا المخطط البياني تطور النمو السكاني لـ موسيي